# Brajićevići
Brajićevići (cyr. Брајићевићи) – wieś w Bośni i Hercegowinie, w Republice Serbskiej, w gminie Gacko. W 2013 roku liczyła 2 mieszkańców.